# The Rush Hour
The Rush Hour è un film muto del 1927 diretto da E. Mason Hopper che aveva come interpreti Marie Prevost, Harrison Ford, Seena Owen, David Butler, Ward Crane.
La sceneggiatura si basa su The Azure Shore, racconto di Frederic Hatton e Fanny Hatton pubblicato su Harper's Bazaar nel marzo 1923.

Fu uno degli ultimi film di Ward Crane: l'attore sarebbe morto nel 1928 a causa di una polmonite.

## Trama
Margie Dolan, che lavora in un ufficio viaggi, fantastica di meravigliose avventure all'estero e di viaggi da sogno, mentre, al contrario, il suo fidanzato, Dan Morley, un tipo con i piedi per terra, oltre a lavorare nella sua farmacia, programma il matrimonio con Margie. Stufa della noia del tran tran quotidiano, Margie suggerisce di fare il viaggio di nozze alla cascate del Niagara, provocando lo stupore di Dan, scioccato dalle stravaganti idee della ragazza. Salita per lavoro a bordo di un transatlantico, Margie decide di restarvi clandestinamente. Scoperta, viene messa a lavorare in lavanderia. Yvonne e Dunrock, una coppia di poco di buono che vogliono mettere le mani sul patrimonio di Finch, un ricco petroliere, assumono Margie come accompagnatrice di Finch. In Costa Azzurra, Yvonne si ingelosisce per le attenzioni che il milionario dedica a Margie. La situazione si sta facendo molto calda ma la ragazza, ormai spaventata, verrà salvata dall'arrivo di Dan che le promette una splendida luna di miele.

## Produzione
Il film fu prodotto dalla DeMille Pictures Corporation.

## Distribuzione
Il copyright del film, richiesto dalla Pathé Exchange, Inc., fu registrato il 18 novembre 1927 con il numero LP24680. Distribuito dalla Pathé Exchange, il film uscì nelle sale statunitensi il 12 dicembre 1927.
Copia completa della pellicola si trova conservata negli archivi dell'UCLA Film And Television Archive di Los Angeles.